# Pseudagrion emarginatum
Pseudagrion emarginatum – gatunek ważki z rodziny łątkowatych (Coenagrionidae).